# آنا هاوا
آنا هاوا (نام اصلی آنا روزالی هاواکویوی; ۱۵ اکتبر ۱۸۶۴ – ۱۳ مارس ۱۹۵۷) شاعر، نویسنده و مترجم استونیایی در اواخر قرن ۱۹ و قرن ۲۰ بود. او یکی از اعضای مؤسس اتحادیه نویسندگان استونی در سال ۱۹۲۲ بود. او با نشان صلیب عقاب درجه ۳ در سال ۱۹۳۰؛ نشان صلیب سرخ استونی درجه ۲ در سال ۱۹۳۵؛ نویسنده مردمی جمهوری سوسیالیستی استونی در سال ۱۹۵۴؛ و نشان افتخار مفتخر شد.

## زندگی‌نامه
آنا روزالی هاواکویوی در ۱۵ اکتبر ۱۸۶۴ در دهستان کوداور در حومه، که اکنون بخشی از دهستان پیپسیاره در شرق استونی است، به دنیا آمد. پدر هاوا، یوزپ هاواکویوی (۱۸۳۶–۱۸۹۱) در سال ۱۸۶۰ با صوفی جاناست از روستای پونیکوره، استونی ازدواج کرد. در خانواده دهقانی از مزرعه آسیاب هاواکویوی، آنا با خواهر بزرگترش، الیزابت (۱۸۶۰–۱۸۹۳)، و برادر کوچکترش، رودلف (دهه ۱۸۷۰–۱۹۵۰) بزرگ شد. گفته شده است که وقتی پدرش ویولن می‌نواخت، آنا همراه او می‌خواند؛ موسیقیت او بعدها تأثیر زیادی بر شعرها و نوشته‌هایش داشت.
در سال ۱۸۷۳ آنا هاواکویوی تحصیلات رسمی خود را آغاز کرد و در مدارس پاتاست و Saare-Vanamõisa و مدرسه خصوصی آلمانی زبان هافمن در تارتو، استونی از سال ۱۸۸۰ تا ۱۸۸۴ حضور یافت. او از مدرسه عالی دختران تارتو با دیپلم معلم خانگی فارغ‌التحصیل شد، که در آن زمان تنها تحصیلات عالی موجود برای زنان استونیایی بود. هاوا به عنوان معلم مهدکودک در تارتو شروع به کار کرد.

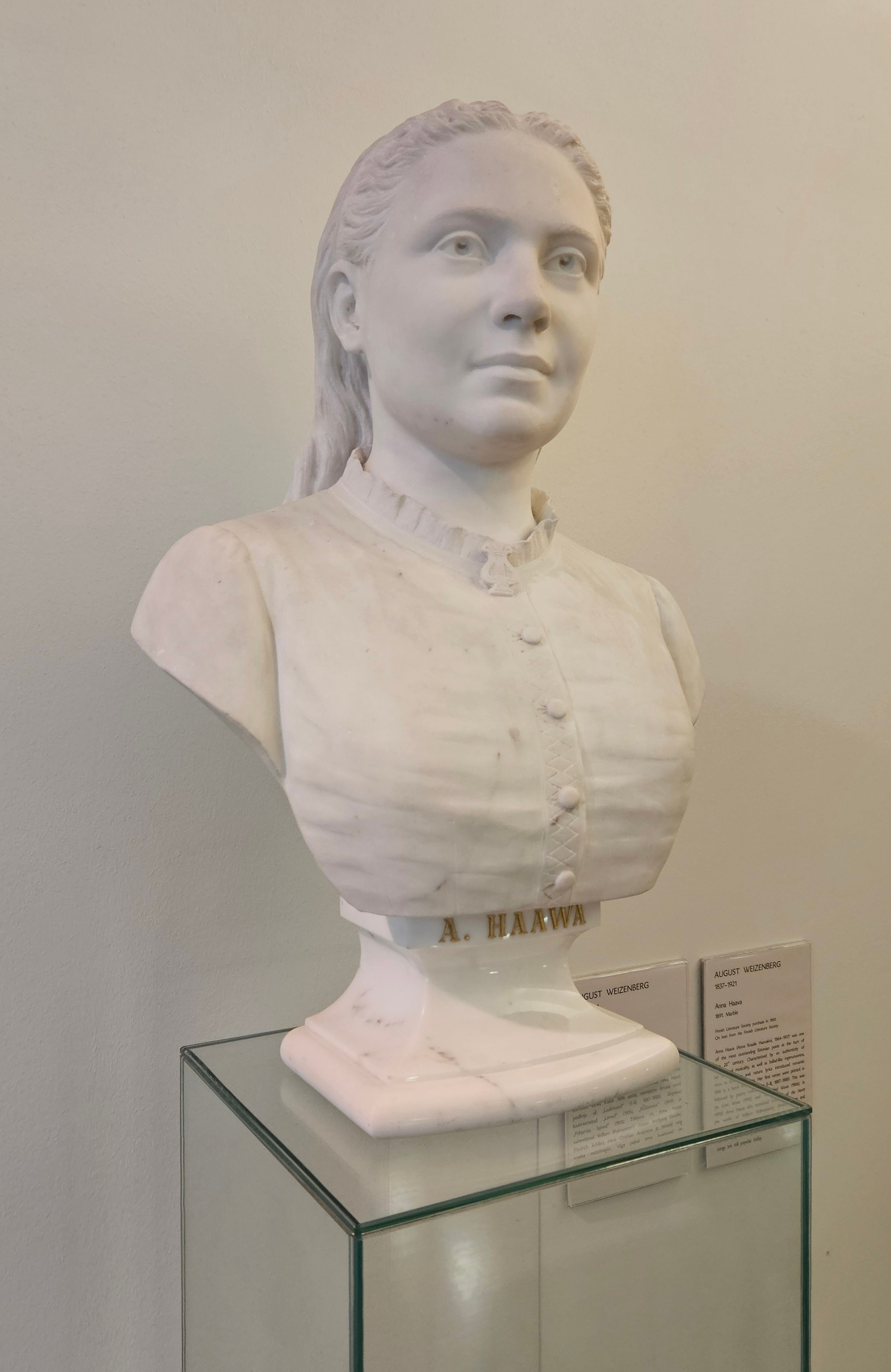
نسخه‌ای از تندیس ۱۸۸۹ آنا هاوا توسط آگوست ویزنبرگ

مهارت هاوا در زبان‌ها به او در طول زندگی‌اش کمک کرد زیرا تاریخ استونی شامل دوره‌هایی از تأثیر تزاری-روسی، استقلال ملی جدید، اشغال نیروهای آلمانی در طی جنگ جهانی دوم، و الحاق به اتحاد شوروی توسط روسیه شوروی بود.
در حالی که هاوا در مدرسه آلمانی زبان حضور داشت، به او نامی «بیشتر آلمانی» به نام آنا روزالی اسپنشتاین داده شد و به او آموزش داده شد که چگونه یک آلمانی خوب باشد. اما، پس از فارغ‌التحصیلی، آنا اصرار داشت که نام تولد خود، هاواکویوی، را بازگرداند و زندگی خود را به عنوان یک استونیایی میهن‌دوست ادامه دهد. (اگرچه امروز آنا بیشتر با نام خانوادگی هاوا به یاد می‌آید، اما این نام رسمی او تا سال ۱۹۳۹ نشد.)

### نوشته‌ها
آنا هاوا در تمام دوران بزرگسالی خود، از سن ۲۲ سالگی تا سنین پیری، یک شاعر فعال بود. او اولین شعر خود را در روزنامه پست تایمز پس از مرگ شاعر معروف استونیایی لودیا کویدولا در تابستان ۱۸۸۶ منتشر کرد. او در این اثر تحت عنوان به کویدولا ادای احترام کرد و با نام «دختری استونیایی» امضا کرد. این اثر تنها اولین از بسیاری از شعرهای هاوا بود که به چاپ رسید.
اولین سه مجموعه هاوا، Luuletused I (شعرها I) (۱۸۸۸)، II (۱۸۹۰) و III (۱۸۹۷) شامل ترانه‌های عاشقانه احساسی است که موضوع اصلی آن‌ها عشق است. در زمان انتشار، شعرهای جوانانه هاوا استقبال گرمی از سوی عموم دریافت کرد و هر سه جلد چندین بار تجدید چاپ شدند.
هاوا داستان‌هایی را در مجلات منتشر کرد و یک مجموعه از جملات قصار به نام Peotäis tõtt (یک مشت حقیقت، ۱۹۰۰) تهیه کرد. او همچنین نثرهایی نوشت که خانه کودکی‌اش را در کتابی به نام Väikesed pildid Eestist (تصاویر کوچک از استونی، ۱۹۱۱) توصیف کرد.
از سال ۱۹۰۶، او شروع به انتشار مجموعه‌هایی از آثار کرد که دارای لحنی کمتر شاد بودند، با Lained (امواج). هاوا برای محکوم کردن بی‌عدالتی، خشونت و تبعیض قومی نوشت و انتقادهای او در برخی از مجموعه‌های شعر، Ristlained (امواج متقاطع، ۱۹۱۰) و Meie päevist (از روزهای ما، ۱۹۲۰) تعمیق یافت. شعرهای هاوا در مجموعه‌های Põhjamaa lapsed (فرزندان کشورهای شمالی، ۱۹۱۳)، Siiski on elu ilus (با این حال، زندگی زیباست)، و Laulan oma eesti laulu (من آهنگ استونیایی خود را می‌خوانم، ۱۹۳۵) حتی شخصی‌تر شد. آخرین مجموعه اصلی شعرهای او در سال ۱۹۵۴ منتشر شد.
هاوا یکی از اعضای مؤسس اتحادیه نویسندگان استونی در سال ۱۹۲۲ بود.
در سال ۲۰۰۶، دست‌نوشته طولانی‌مدت منتشرنشده Mälestusi Laanekivi Manni lapsepõlvest (خاطرات کودکی لانه‌کیوی مان) منتشر شد و در سال ۲۰۰۸ کتابی از شعرهای جمع‌آوری‌شده او به نام Luule (شعرها) که حاوی تا ۷۰۰ شعر بود، ظاهر شد.

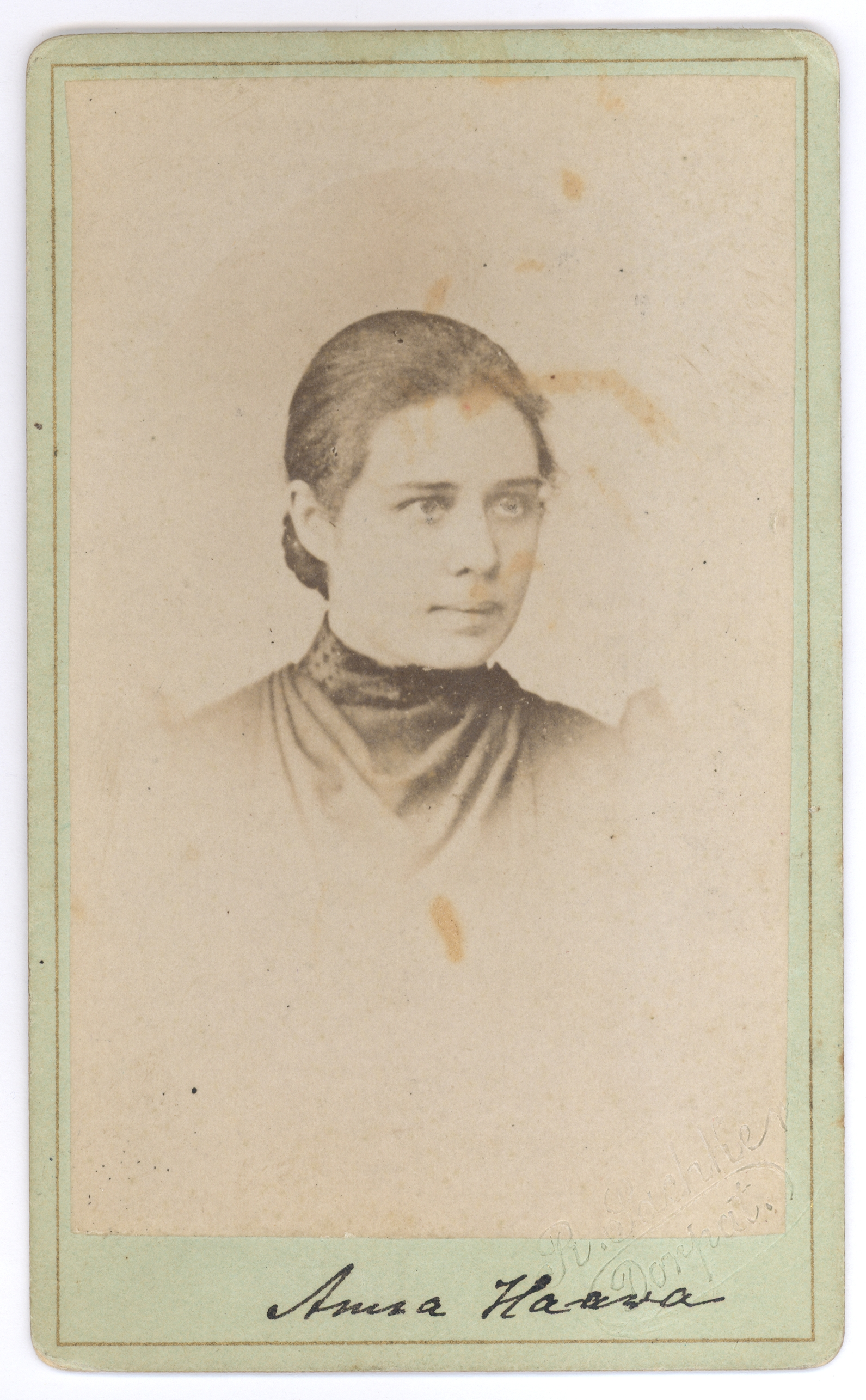
هاوا، حدود ۱۸۸۵.

### ذوق موسیقی
نمی‌توانم بدون ترانه‌ها زندگی کنم:
اگر ناگهان ساکت شوم، A
جهانی بدون ترانه‌ها تنگ خواهد شد،
ضربان قلب خواهد شکست.
--آنا هاوا (ترجمه از B. Kozhun)
هاوا بسیاری از شعرهای خود را با موسیقی شگفت‌انگیزی تزریق کرد که اجرای آن‌ها به عنوان اشعار برای موسیقی که توسط هنرمندان هم‌دوره او تصنیف شده بودند، را تسهیل کرد.